# Khalil Fayad
Khalil Fayad (Montpellier, 9 giugno 2004) è un calciatore francese naturalizzato marocchino, centrocampista del Montpellier.

## Carriera

### Club
Cresciuto nel settore giovanile del Montpellier, il 25 marzo 2022 firma il suo primo contratto professionistico con il club e il 13 agosto seguente esordisce in Ligue 1, in occasione dell'incontro perso per 5-2 contro il Paris Saint-Germain, realizzando l'assist del secondo gol della squadra da parte di Enzo Tchato.

### Nazionale
Ha rappresentato le nazionali giovanili francesi Under-18, Under-19 ed Under-20.

## Statistiche

### Presenze e reti nei club
Statistiche aggiornate al 9 febbraio 2025.
| Stagione             | Squadra              | Campionato           | Campionato | Campionato | Coppe nazionali | Coppe nazionali | Coppe nazionali | Coppe continentali | Coppe continentali | Coppe continentali | Altre coppe | Altre coppe | Altre coppe | Totale | Totale |
| Stagione             | Squadra              | Comp                 | Pres       | Reti       | Comp            | Pres            | Reti            | Comp               | Pres               | Reti               | Comp        | Pres        | Reti        | Pres   | Reti   |
| -------------------- | -------------------- | -------------------- | ---------- | ---------- | --------------- | --------------- | --------------- | ------------------ | ------------------ | ------------------ | ----------- | ----------- | ----------- | ------ | ------ |
| 2021-2022            | Montpellier 2        | N2                   | 15         | 1          | -               | -               | -               | -                  | -                  | -                  | -           | -           | -           | 15     | 1      |
| 2023-2024            | Montpellier 2        | N3                   | 1          | 0          | -               | -               | -               | -                  | -                  | -                  | -           | -           | -           | 1      | 0      |
| 2024-2025            | Montpellier 2        | N3                   | 1          | 0          | -               | -               | -               | -                  | -                  | -                  | -           | -           | -           | 1      | 0      |
| Totale Montpellier 2 | Totale Montpellier 2 | Totale Montpellier 2 | 17         | 1          |                 | 0               | 0               |                    | -                  | -                  |             | -           | -           | 17     | 1      |
| 2022-2023            | Montpellier          | L1                   | 24         | 0          | CF              | 1               | 0               | -                  | -                  | -                  | -           | -           | -           | 25     | 0      |
| 2023-2024            | Montpellier          | L1                   | 23         | 3          | CF              | 2               | 0               | -                  | -                  | -                  | -           | -           | -           | 25     | 3      |
| 2024-2025            | Montpellier          | L1                   | 10         | 0          | CF              | 1               | 0               | -                  | -                  | -                  | -           | -           | -           | 11     | 0      |
| Totale Montpellier   | Totale Montpellier   | Totale Montpellier   | 57         | 3          |                 | 4               | 0               |                    | -                  | -                  |             | -           | -           | 61     | 3      |
| Totale carriera      | Totale carriera      | Totale carriera      | 74         | 4          |                 | 4               | 0               |                    | -                  | -                  |             | -           | -           | 78     | 4      |